# Die Fremde (Márai)
Die Fremde  (Originaltitel: A sziget) ist ein Roman von Sándor Márai.  Er wurde 1934 auf Ungarisch verfasst. Die deutsche Übersetzung erschien 2003 im Piper Verlag.

## Inhalt
Die Geschichte spielt im Luxushotel Argentina im Dubrovnik der 1930er Jahre. Angehörige der Oberschicht aus verschiedenen Ländern, darunter ein bayerischer Porzellanfabrikant und der in Paris lehrende Philologe Viktor Henrik Askenasi verbringen dort ihren Sommerurlaub.
Durch das Klima, die Einsamkeit, aber auch die fremde Sprache wird Askenasi von Erinnerungen heimgesucht, und sein Urlaubsland erscheint ihm zunehmend abweisend und feindselig. Am meisten irritiert Askenasi die Diskrepanz zwischen einem tadellosen Berufsleben, da er auf seinem Fachgebiet Perfektionist ist und dem Scheitern in sexuellen Beziehungen. Er denkt auch an Anna, von der sich gerade scheiden lassen will und an die Tänzerin Eliz, mit denen er eine Affäre hat, die für ihn nicht als standesgemäße Partnerin in Betracht gekommen wäre.
Während eines Kirchenbesuchs kommt Askenasi schlagartig in den Sinn, dass die Religion, die ihn von seinen Partnerinnen trennte, die Ursache für sein Leid st. Nach einer Weile des Grübelns kehrt er in das Hotel Argentina zurück. Dort hat der bayerische Porzellanfabrikant die Polizei verständigt, um Askenasi verhaften zu lassen.

## Kritik
„Wer Márais Texte liebt, wird dieses Buch über die Abgründigkeit des menschlichen Daseins nicht missen wollen. Vor allem an Männer ist es gerichtet, die sich in einem Alter befinden, das man früher der Phase der Midlifecrisis zugeordnet hätte. Es wird seine Wirkung entfalten wie die Axt für das gefrorene Meer in einem, immer wieder, auch wenn es nicht 'Die Insel' heißt. Man weiß wohl, „das Meer hat nichts zu sagen“, es kann nicht sprechen, und sein Text ist nicht zu übertragen. Von diesem Stummsein aber zehrt jede große Literatur..“

## Ausgaben
- Die Fremde. Roman. Übers. aus dem Ungarischen von Heinrich Eisterer. Piper, München 2005. ISBN 3-49204775-0
- Die Fremde. Gelesen von Charles Brauer. Hörbuch Hamburg. 5. CDs. ISBN 978-3-89903223-9